# Кобылин, Александр Александрович (1840)
Александр Александрович Кобылин (1840, Санкт-Петербург, Российская империя — 1924, Ленинград, РСФСР, СССР) — русский врач, доктор медицины, действительный статский советник. Привлекался по делу Д. В. Каракозова.

## Биография
Происходил из древнего дворянского рода Кобылиных. Родился 20 ноября 1840 года[по какому календарю?] в Санкт-Петербурге.
В 1859 году окончил с золотой медалью петербургскую Ларинскую гимназию, в 1865 году — Медико-хирургическую академию, в которой был оставлен для подготовки к научно-преподавательской деятельности.
Состоя ординатором 2-го военного сухопутного госпиталя, познакомился с Д. В. Каракозовым, как с пациентом. В конце марта — начале апреля 1866 года Каракозов жил на квартире брата А. А. Кобылина — Семёна Александровича Кобылина.
После покушения Каракозова на Александра II был арестован 6 апреля 1866 года и 12 апреля заключён в Екатерининскую куртину Петропавловской крепости; 14 июля 1866 года предан  Верховному уголовному суду по обвинению в «знании о намерении Каракозова совершить покушение на жизнь государя и в снабжении его ядами». После рассмотрения материалов следствия, прокурор отказался от обвинения А. А. Кобылина за полным отсутствием улик. На суде в защиту Кобылина успешно выступил присяжный поверенный Я. М. Серебряный и 31 августа 1866 года был признан, за недоказанностью обвинения, оправданным и в тот же день освобождён из Петропавловской крепости. По распоряжению военного министра был определён младшим ординатором в один из варшавских госпиталей, где состоял под гласным полицейским надзором.
В 1871 году получил разрешение держать экзамен на степень доктора медицины в Санкт-Петербурге и выдержал его. В 1877 году был назначен ординатором Санкт-Петербургского Николаевского военного госпиталя. В 1879 году освобождён от полицейского надзора. Позже, переведён на должность врача при канцелярии Военного министерства. Был также консультантом больницы Св. Ольги — больница Ведомства учреждений императрицы Марии была основана частными благотворителями; находилась на углу улицы Тверской (д. 22)  и улицы Лафонской (д. 6).
Произведён в действительные статские советники 24 апреля 1888 года. В 1896 году награждён орденом Св. Владимира 3-й степени.
Умер 13 апреля 1924 года.
Ему принадлежит авторство заметок: «Современное лечение холеры» (СПб.: тип. А.С. Суворина, 1892. — 14 с.) и «Новый курорт Нальчик и сравнительный обзор климатических станций Черноморья» (СПб.: тип. П. П. Сойкина, ценз. 1903. — 8 с.).

## Адреса
- Санкт-Петербург, просп. Забалканский, д.30[4]
- Санкт-Петербургская губерния, Лужский уезд, Перечицкая волость, дер. Малые Изори[5].

## Семья
- Жена Серафима Степановна (урождённая Белякова)[5]

## Комментарии
1. ↑  Семён Александрович Кобылин родился около 1843 года в Санкт-Петербурге. Как и брат, учился в Медико-хирургической академии. Был арестован в Петербурге вместе с братом 7 апреля 1866 года и 12 апреля переведён в Екатерининскую куртину Петропавловской крепости — привлечён по делу Каракозова за предоставление ему возможности жить в своей квартире без письменного надлежащего уведомления властей. По постановлению следственной комиссии вменено в наказание заключение в крепости с подчинением его надзору полиции, без судебного рассмотрения. Освобождён из крепости 2 сентября 1866 года под секретный надзор. В декабре 1868 года выехал в село Малый Буртас (Пензенская губерния), в 1870 году вернулся в Петербург, с сентября 1873 года служил в Александровском таможенном округе в Царстве Польском (см. Кобылин, Семен Александрович // Деятели революционного движения в России : в 5 т. / под ред. Ф. Я. Кона и др. — М. : Всесоюзное общество политических каторжан и ссыльнопоселенцев, 1927—1934. — Т. 1, вып. 2. — Стб. 171.). В том же 1873 году, 12 сентября женился на купеческой дочери Марии Григорьевне Ершовой. Дослужился до чина действительного статского советника (14.04.1902), был управляющим Архангельской таможней (см. Список гражданским чинам IV класса. Исправлен по 1-е сентября 1909 года. — С. 664.)